# تحرش الشوارع

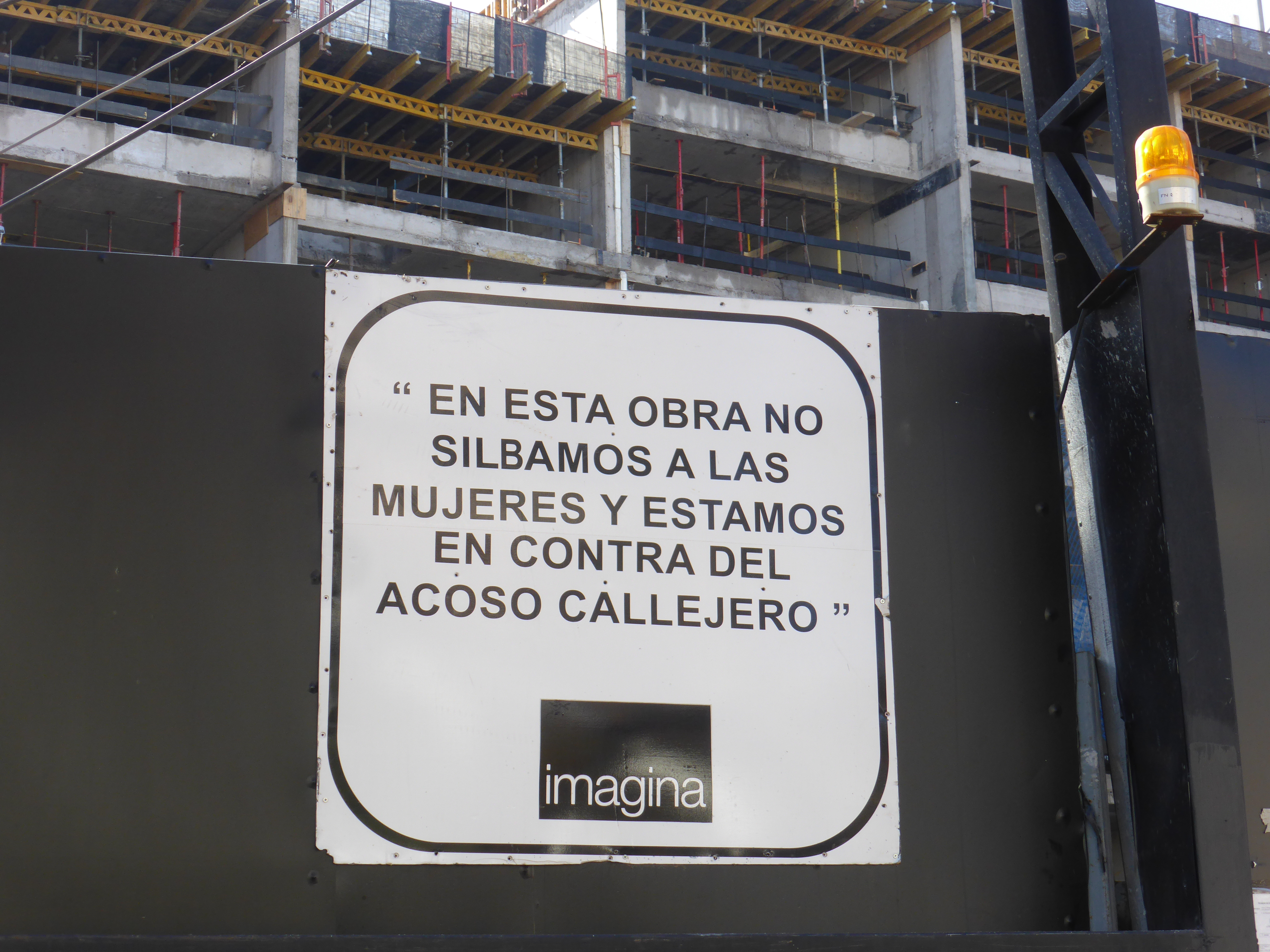
"في هذا العمل نحن لا نصفر على النساء ونحن ضد التحرش في الشوارع". مُلصق في موقع بناء في مدينة سانتياغو (2020).

التحرش في الشارع هو أحد أشكال التحرش وبالدرجة الأولى التحرش الجنسي والذي يتألف من التعليقات غير المرغوب بها، التلميحات، التزمير، صافرة الذئب، التصفير، التعرض، الملاحقة، التمهيد الجنسي المستمر واللمس من قبل الغرباء في الأماكن العامة مثل الشوارع والمراكز التجارية ووسائل النقل العامة.
وفقًا لمقالة نشرتها المنظمة غير الربحية «أوقفوا التحرش في الشوارع»، فإن التحرش في الشوارع لا يتضمن فقط تلك الأفعال والتعليقات ذات المضمون الجنسي، إنما تتضمن كذلك الطعن والتمييز الواضح تجاه المثليين والمتحولين جنسيًا وتعليقات عنصرية أخرى مهينة تُشير إلى العرق والدين والطبقة والإعاقة لشخص ما. يتضمن التحرش كذلك الطلب المستمر لاسم الشخص ورقمه ووجهته أو معلومات شخصية أخرى بعد أن يرفض الضحية الاستجابة لتلك الطلبات بالإضافة إلى إقدام الرجال المتحرشين على الاستمناء أمام العامة وتصوير الضحية التي استهدفوها. حددث منظمة «أوقفوا التحرش في الشوارع» أن الشخص يمكن أن يتعرض للتحرش لعدة أسباب مختلفة في حادثة التحرش ذاتها. تتجذر ممارسة التحرش في الشوارع في القوة والتحكم وغالبًا ما تكون انعكاسًا للتمييز المجتمعي.
وفقًا لبعض الباحثين، تُعرَّف ظاهرة التحرش في الشوارع على أنها «تعليقات» الشوارع إذ تفقد كلمة التحرش معناها العنيف وتُعتبر صريحةً لمتلقيها. وفقًا لمؤسس الجمعية غير الربحية «اوقفوا التحرش في الشوارع»، يتضمن تحرش الشوارع سلوكًا بدنيًا غير مؤذي مثل أصوات التقبيل وتعليقات خادشة غير جنسية، إلى تصرفات أكثر تهديدًا مثل الملاحقة والتصوير والاعتداء الجنسي والاغتصاب.
يتضمن مستقبلو تلك الأفعال أناسًا من كل الأجناس ولكن تُعتبر النساء أكثر عرضة للتحرش من قبل الرجال. وفقًا لمجلة «هارفارد لو ريفيو» الصادرة عام 1993، يعتبر التحرش في الشارع أي تحرش يقوم به رجال غرباء تجاه النساء في الأماكن العامة. أطلق باحثون، عام 2014، من جامعة كورنيل ومدونة «هولاباك!» أكبر دراسة عابرة للثقافات حول التحرش في الشوارع. توضح البيانات أن أغلبية النساء تعرضن لأول تجربة تحرش في الشارع في سن البلوغ. وفقًا لمنظمة «أوقفوا التحرش في الشوارع» «في مسح تمثيلي أجري عام 2014 للتحرش في الشارع على مستوى الولايات المتحدة تبين أن نصف الأشخاص الذين تعرضوا للتحرش اختبروا هذه التجربة في سن السابعة عشر». وينص البيان أيضًا «في دراسة غير رسمية عالمية أجريت عام 2008 على الإنترنت لـ 811 امرأة من قبل منظمة أوقفوا تحرش الشوارع تبين أن واحدة من كل أربع نساء تعرضت للتحرش في الشوارع في عمر الثانية عشر (المرحلة المدرسية السابعة) وتقريبًا 90% منهن تعرضن للتحرش في الشارع بعمر التاسعة عشر.
تُعد العوامل الثقافية مرنة، ولهذا يتغير رد الفعل بتغير الجنسية بالنسبة لتحرش الشوارع. في معظم بلدان جنوب آسيا يُطلق على التحرش الجنسي في الأماكن العامة اسم «مُضايقة حواء». يحمل المصطلح الإسباني بيروبوس المستخدم على نطاق واسع في المكسيك نفس الأثر. أظهرت الدراسات أن ما يُعتبر تحرشًا في الشارع متشابه في جميع أنحاء العالم. لا يُصنف مرتكبو تلك الأفعال أفعالهم على أنها تحرش، إلّا أن معظم من يتلقون تلك الأفعال يُصنفونها بتلك الطريقة. يمكن تفسير البيئات العدائية بشكل مختلف بناءً على الأنماط الثقافية. تُظهر الدراسات أن الولايات المتحدة تنظر إليها نظرة ذات طبيعة تمييزية، بينما تراها أوروبا خرقًا لكرامة الفرد، ويعني ذلك أن الولايات المتحدة تُركز على جانب التعصب من التحرش وتركز أوروبا على التعدي على مساحة الفرد الشخصية. يضع بحث عبر الثقافات عن التحرش في الشوارع دولًا مثل الولايات المتحدة وكندا وألمانيا وهولندا التي تتمتع مجتمعاتها بنزعة فردانية واضحة بمقارنة مع دول جمعية مثل الإكوادور وباكستان وتركيا والفيلبين وتايوان. كنتيجة، الدول الفردانية تميل إلى أن تكون سريعة التأثر بالإهانة من التحرش في الشوارع على عكس الدول الجمعية. يرى البرازيليون الميل الجنسي على أنه سلوكك رومنسي ودود وبريء وغير مؤذي على عكس الأمريكيين الذين يرونه نوع من العداء والتسلسل والإساءة. يمكن أن توجه المضايقة بشكل غير متناسب نحو أولئك الذين يعتبرهم المارة غير مالكين لهوية جندرية محددة أو توجه جنسي.
لا يُعتبر تصوير الآخرين دون إذن مثل تصوير الشوارع والتصوير الصحفي الذي يقوم به ممارسو المهنة، التحرش في الشارع.

## التاريخ
لا يوجد بداية محددة لظاهرة التحرش في الشارع، ولكن النقاش حول تلك المسألة بدأ عام 1944 في حادثة اغتصاب ريس تايلور. كُلفت روزا باركس بالتحقيق بالجريمة والتي خُطفت فيها ريس تيلور، وهي امرأة سوداء، وتناوب على اغتصابها أكثر من رجل في أبيفيل بولاية ألاباما الأمريكية. استجابت باركس لذلك ببداية ما أطلق عليه بعد فترة «أقوى حملة للعدالة المتساوية تُرى خلال عقد من الزمن».
في ستينيات وسبعينيات القرن الماضي كسبت حركة تُدعى «أعيدوا تلك الليلة» شعبية واسعة. تُعد هذه الحركة، والتي ما تزال مُمثلة بقوة ليومنا هذا، بمثابة تظاهرة عالمية ضد العنف الجنسي ضد النساء. أصبحت حركة «أعيدوا تلك الليلة» منظمة غير ربحية تسعى إلى إنهاء كل أشكال العنف الجنسي بما في ذلك التحرش الذي تتعرض له النساء في الشوارع.
في عام 1970 حدثت مظاهرة «وول ستريت أوغل-إن»، إذ زحفت النساء، بقيادة كارلا جاي، في جادة وول ستريت رافعات لافتات عن التحرش في الشوارع. في دور معاكس، أخذت النساء تُصفرن للرجال الذين يمرون بجانبهن لرفع الوعي للطبيعة غير المرغوبة بالتحرش في الشارع الذي تختبره النساء يوميًا.
كتب ديردير دافيس، عام 1994، مقالةً أكاديمية ساعدت في توضيح ما هو التحرش في الشارع وذلك بشرح خصائصه الخمسة:
1. يحدث في مكان عام.
2. يحدث بشكل أكثر شيوعًا بين الرجال والنساء.
3. إن قول شكرًا لك للمتحرش يُحفز تصرفات تحرش أكبر.
4. تخص التعليقات غالبًا ما لا يظهر من جسد المرأة.
5. تعليقات المتحرش، على الرغم من تغليفها بالمجاملات، فهي مُتعرضة وازدرائية.[15]

أصبحت مدونة «أوقفوا التحرش في الشوارع»، عام 2012، منظمة غير ربحية مُكرسة لتوثيق وإنهاء التحرش في الشارع القائم على الجنس في جميع أنحاء العالم وذلك من خلال استضافة أحداث وإبقاء الناس عالمين بالإجراء الذي يجب أن يقوموا به لإنهاء التحرش في الشارع.

## الانتشار
هناك انتشار كبير لتحرش الشارع ليصبح عنفًا جنسيًا. عالميًا، تُشير الإحصاءات أن 80% من النساء قاسين من تحرش متكرر في الشارع، 45% منهن يشعرن أنهن لا يستطعن الذهاب إلى الأماكن العامة وحدهن، 50% منهن قطعن الشارع لإيجاد طرق مختلفة لوجهتهن، 26% منهن يدعين أنهن على علاقة لتجنب التحرش، 80% منهن يشعرن أنهن يجب أن يبقين متيقظات عند عبور شوارع محلية و19% منهن كان عليهن تغيير مسيرتهن المهنية للهروب من المنطقة التي يحدث فيها التحرش. هذه المشكلة ليست عابرة للدول بل هي عابرة للثقافات وتؤثر على البشر من كل الهويات والأعراق والأعمار كل يوم.
رعت الحكومة الكندية مسحًا عام 1933 أطلق عليه اسم مسح العنف ضد المرأة. في العينة التي تتألف من 12 ألف امرأة، 85% منهن قلن إنهن كن ضحية للتحرش من قبل غرباء. في مسح أجري عام 2002 على سكان بكين، حدد 58% من السكان الباصات العامة على أنها أماكن شائعة للتحرش الجنسي.
تُظهر دراسة أجريت في أستراليا أن 90% من النساء تعرضن للتحرش اللفظي أو الجسدي في الأماكن العامة لمرة واحدة أو عدة مرات خلال حياتهم. أجريت دراسة في أفغانستان في ذات العام وأظهرت أن انتشار التحرش كان بنسبة 93%. أظهرت دراسات كندية ومصرية أن نسبة الحدوث تُقارب 85% للنساء اللاتي يتعرضن للتحرش في الشارع خلال السنة الماضية. في بحث مركز على الولايات المتحدة، نُقل أن نسبة النساء اللاتي تعرضن لتحرش من غريب على أساس شهري تبلغ 41% بينما نُقل أن أقلية كبيرة تعرضن للتحرش مرة كل عدة أيام 31%. تُقدم هذه الإحصائيات لإظهار الشعور بالظاهرة كما تُفسر على نطاق واسع، ولا تُمثل على أنها نفس الظاهرة القابلة للمقارنة عبر السياقات.